# Teresa Carvallo Rey
Teresa Virginia Carvallo Rey (Lima, 30 de diciembre de 1954) es una ceramista y escultora autodidacta peruana, proveniente de la generación contracultural de los 70s. Su extensa producción artística suele representar, a través del humor y ironía, las dinámicas familiares y las diversas situaciones de la vida cotidiana que involucran y confrontan a la mujer contemporánea.

## Reseña biográfica

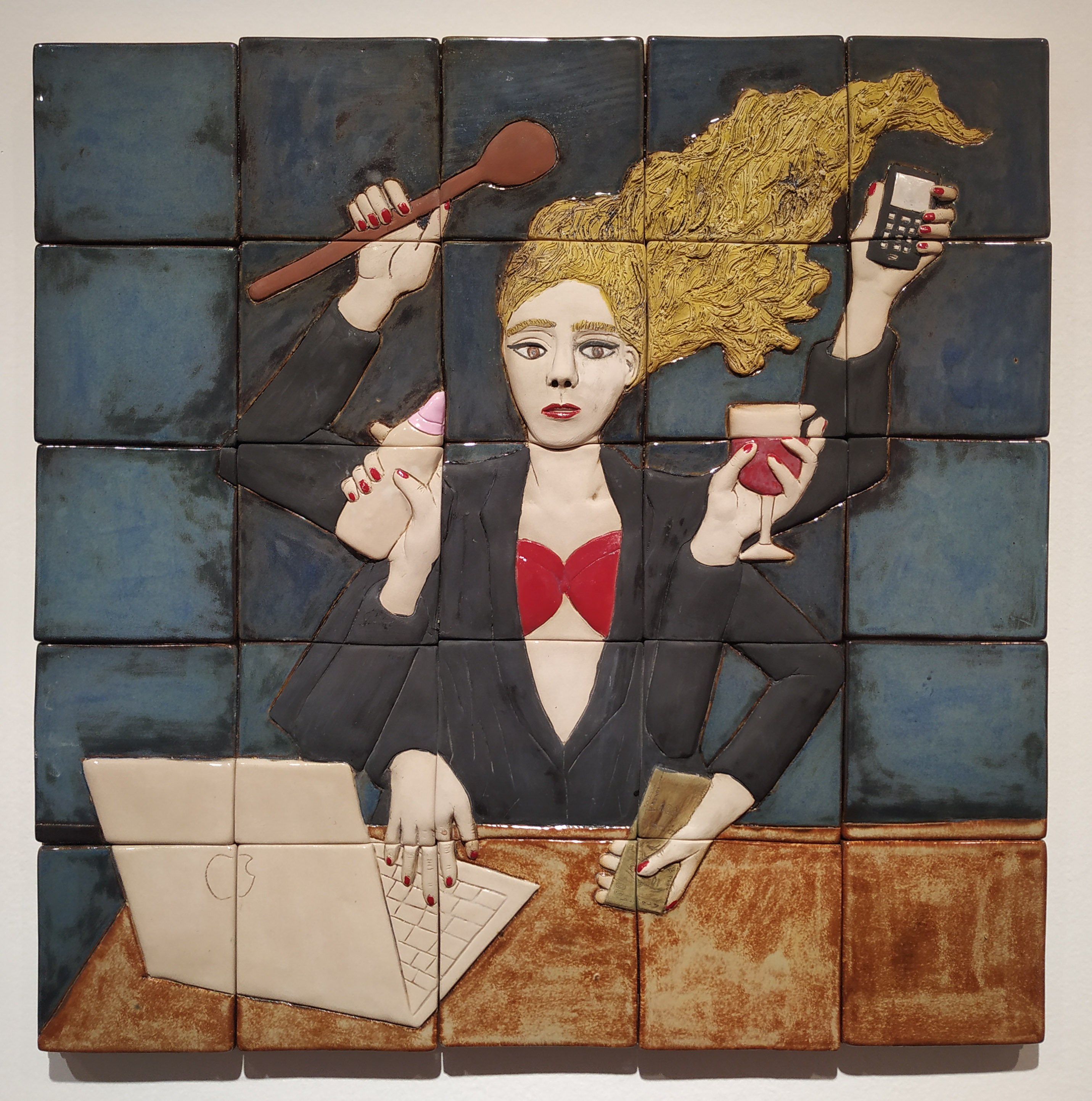
Malabares, 2009 - Teresa Carvallo Rey

Teresa Carvallo adquiere sus primeros conocimientos técnicos en un taller de cerámica que se enfocaba en su producción en trabajos de carácter utilitario. Después de un período de tiempo, Carvallo empieza a generar trabajos que se alejaban radicalmente de lo que le exigía en el taller, produciendo pequeñas esculturas con personajes femeninos en diversas situaciones vivencia les y de carácter doméstico. En 1998 se presenta en la primera edición del concurso auspiciado por la Embajada de Francia,"Pasaporte para un Artista", en donde quedó finalista junto a los artistas Miguel Aguirre, Juan Enrique Bedoya, Cristina Planas y Fito Espinoza, entre otros. Todos expusieron en la galería L'imaginaire de la Alianza Francesa del distrito de Miraflores. Desde entonces, ha participado en numerosas muestras tanto en el Perú como en el exterior. A lo largo de los años, su trabajo ha sido -y sigue siendo- directo, inquietante, provocador, concreto y cotidiano, generando un resultado de diversas críticas y opiniones. El escritor peruano Mirko Lauer declaró: "Teresa lanza fábulas morales mediante esculturas de cerámica que combinan talento plástico, humor narrativo y virtuosismo técnico". Teresa Carvallo fue, además, promotora de concursos  y exposiciones de arte contemporáneo a través de la galería Arte Actual, ubicada en el balneario de Punta Hermosa, al sur de Lima.

## Obras
Las obras de Teresa Carvallo se enfocan, principalmente, en situaciones cotidianas que involucran al universo femenino. Su trabajo ha sido también catalogado como "un conjunto de seductoras figuras que tienen como centro el erotismo, eje de libertad, el placer y la reafirmación del yo individual dado por personajes femeninos y solitarios, viviendo a plenitud su intimidad". También se ha mencionado que sus obras "son genéricas, como para que las sintamos parte de nuestro modo de encarar el mundo".

## Muestras individuales en Perú
2020 - Ser un cuerpo incontinente - Centro Cultural de España, Lima.
2014 - "SQuestro Visual" - Galería de Arte "Cecilia Gonzales & Denise Dourojeanni", La Molina, Lima.
2014 - "Herramientas de Seducción" - Galería de Arte "Yvonne Sanguinetti", Barranco, Lima.
2013 - "Encrucijada" - Galería de Arte de la Fundación Euroidiomas, Lima.
2009 - "Qué rica familia" - Galería de Arte "Artco", San Isidro, Lima.
2005 - "Sexo: Un punto de vista" - Galería de Arte "La Galería", San Isidro, Lima.
2002 - "De lo particular a lo general" - Galería de Arte "La Galería", San Isidro, Lima.
1999 - "0 en conducta" - Galería de Arte "John Harriman" de la Asociación Cultural Peruano Británica, Miraflores, Lima.
1998 - "El deseo, muestra efímera" - Galería de Arte del Pabellón de Letras de la Universidad Nacional Mayor de San Marcos, Lima.

## Muestras individuales en el exterior
2001 - "Episodios y Circunstancias" - Galería de Arte "Art League de Houston", Houston, Texas, Estados Unidos de América.
2001 - "Episodios y Circunstancias" - Galería de Arte de la Universidad de Clear Lake de Houston, Houston, Texas, Estados Unidos de América.

## Muestras colectivas en Perú
2013 - "Epicentro punto de encuentro" - Centro Cultural Sérvulo Gutiérrez, Jesús María, Lima.
2012 - "Creatividad: Juegos de la Mente"  - Galería de Arte "Club Empresarial", Lima.
2010 - "Tomados por el Pisco" - Galería de Arte "Índigo", Lima.
2010 - "9 Propuestas" - Museo de Arte Contemporáneo, Arequipa.
2009 - "En el tiempo de las diosas", exposición bipersonal - Galería de Arte "Yvonne Sanguinetti", Barranco, Lima.
2008 - Muestra de Cerámica Contemporánea en el Museo de la Universidad Nacional Mayor de San Marcos, Lima.
1997 - "Interior/Exterior", exposición bipersonal - Galería de Arte "Cecilia González", San Isidro, Lima.

## Muestras colectivas en el exterior
2013 - "Common Grounds" Coffe inspired art from around the world - The Grady Alexis Gallery, 2710 Brodway, 3rd Fl. Nueva York 10025, Estados Unidos de América.
2013 - "Arte Cerámico: Producción Artística Contemporánea en la Gráfica Vitrificable. Movimiento Cerámico Gráfico de Latinoamérica y el Caribe". Londrina, Brasil.
2007 - "Lilliput" Cerámica en Formato Pequeño, Artarea, Zagreb, Croacia.
2003 - "Black Beans / Liquid Gold" (Scgwarze Bohnen / Flussiges Gold) - Galería de Arte "Galería R", 31, Reuterstr. 31, 12047, Berlín, Alemania.
2002 - "Pushing Clay" - Southern Maine University, Maine, Estados Unidos de América.
2002 - "Elit-tile" - Segunda Trienal Internacional del Mosaico Cerámico, Museo de Arte Moderno, Santo Domingo, República Dominicana.